# Хапочкин, Андрей Алексеевич
Андрей Алексеевич Хапочкин (род. 7 октября 1967, Кобляково, Иркутская область) — российский государственный деятель, сенатор Российской Федерации от законодательного органа власти Сахалинской области с 6 октября 2022 года, член Комитета Совета Федерации по социальной политике. С 25 сентября 2024 года переведён в Комитет по экономической политике (пункт 4 Постановления Совета Федерации от 25 сентября 2024 года, №391-СФ)
Председатель Сахалинской областной думы (2017—2022).
С 2010 года входит в кадровый резерв Президента Российской Федерации.

## Биография
Родился 7 октября 1967 года в селе Кобляково Иркутской области. С 1969 года проживает на Сахалине. Окончил среднюю образовательную школу № 23 в г. Южно-Сахалинске в 1984 году. В 1986-87 годах служил в вооружённых силах СССР на территории Украинской и Молдавской ССР.
В 1992 году окончил Харьковский институт радиоэлектроники им. М. К. Янгеля. В том же году начал трудовую деятельность в должности видеоинженера ГТРК «Сахалин». В 1996 году стал автором еженедельной областной программы «Новости спорта», которая в 1997 году получила Гран-при II-го Всероссийского Фестиваля региональных программ в номинации «Спортивная программа», номинация Всероссийской Телевизионной Премии ТЭФИ. В 1998-99 годах был редактором, корреспондентом и ведущим информационных выпусков теленовостей «Наш день» телекомпании АСТВ. В 1999 году возглавил пресс-центр администрации Сахалинской области.
В 2002 году назначен руководителем управления молодёжной политики Сахалинской области. Автор и инициатор молодёжных областных проектов «Спорт против подворотни», «Жильё — Молодым!», «Сахалинский студенческий отряд», «Студенческая Лига», «Сахалинская Любительская Хоккейная Лига» и др. В рамках проекта «Спорт против подворотни» возрождены турниры дворовых команд; началось строительство и восстановление спортивных дворовых площадок и молодёжно-спортивных клубов по месту жительства. В 2005 году стал руководителем рабочей группы по разработке областной целевой программы «Поддержка молодых семей в строительстве (приобретении) жилья на 2005-09 гг.».
С 14 декабря 2005 года является членом партии «Единая Россия». В 2006 году впервые избран депутатом Сахалинской областной думы по одномандатному избирательному округу № 2 (г. Южно-Сахалинск). В дальнейшем переизбирался депутатом от того же округа в 2008, 2012 и 2017 годах. 25 сентября 2017 года, на первом заседании думы VII созыва был избран председателем областной думы.
С апреля 2009 года — руководитель исполнительного комитета Сахалинского регионального отделения партии «Единая Россия». Координатор партийных проектов «Наш двор», «Дворовый тренер», «Милосердие», «Доступное жильё», «Спортивный двор» и др.
В 2010 году избран руководителем региональных отделений всероссийского клуба «Золотая Шайба» и Российской Любительской Хоккейной Лиги по Сахалинской области. В 2013 году стал инициатором молодёжного движения в Сахалинской области «Сахалинский воркаут» по пропаганде здорового образа жизни по месту жительства (установка гимнастических городков во дворах и на территориях школ). Автор молодёжных акций «ГТО в каждый двор», «ГТО-переменка», «Всемирный день подтягиваний» и др.
В декабре 2017 года избран секретарём регионального отделения ВПП «Единая Россия» по Сахалинской области. Координатор федерального партийного проекта «Комфортная городская среда, Наш двор» в Сахалинской области.

## Награды
Награждён почётными грамотами и благодарственными письмами губернатора Сахалинской области за реализацию государственной молодёжной политики в Сахалинской области и за развитие детского массового спорта. Имеет Почётные грамоты Федерации дзюдо России и Российской Федерации Хоккея.
В 2014 году награждён благодарностью председателя Совета Федерации Валентины Матвиенко и Международного Олимпийского Комитета.